# Sint-Johanneskerk (Vilnius)
De kerk van Sint-Johannes de Doper en Sint-Johannes de Evangelist (Litouws: Šv Jono Krikštytojo ir Šv Jono apaštalo ir evangelisto Baznycia) is gelegen in de oude binnenstad van Vilnius, Litouwen. De kerk werd gebouwd in de jaren 1388-1426 en herbouwd in de 16e en 17e eeuw. De toren staat vrij van de kerk en werd gebouwd in de 16e eeuw. Na de brand in 1737 liet  architect Johann Christoph Glaubitz de kerk volledig reconstrueren in de stijl van de late barok. De kerk is gewijd aan zowel Johannes de Doper als Johannes de Evangelist.

## Geschiedenis

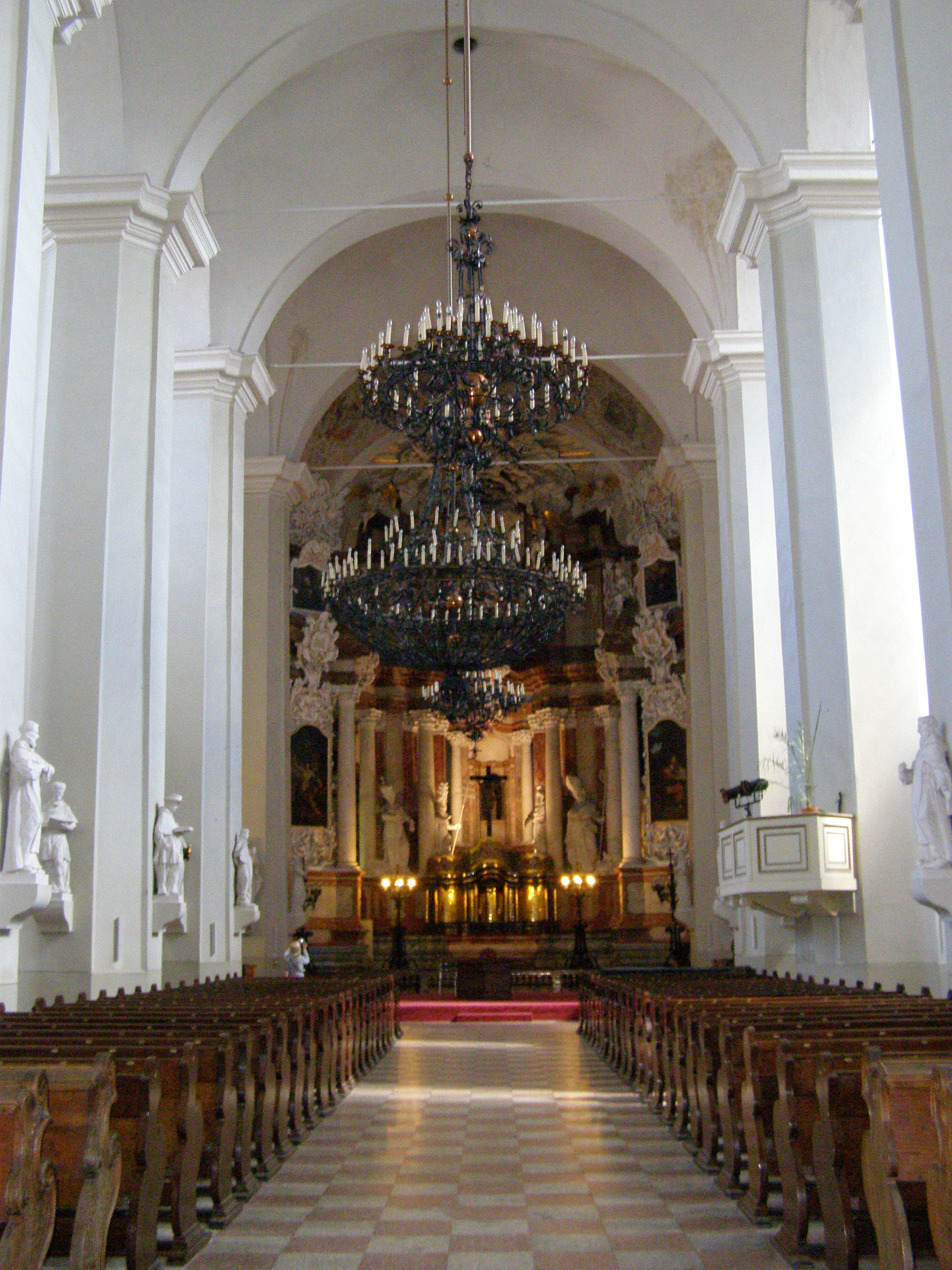
Interieur

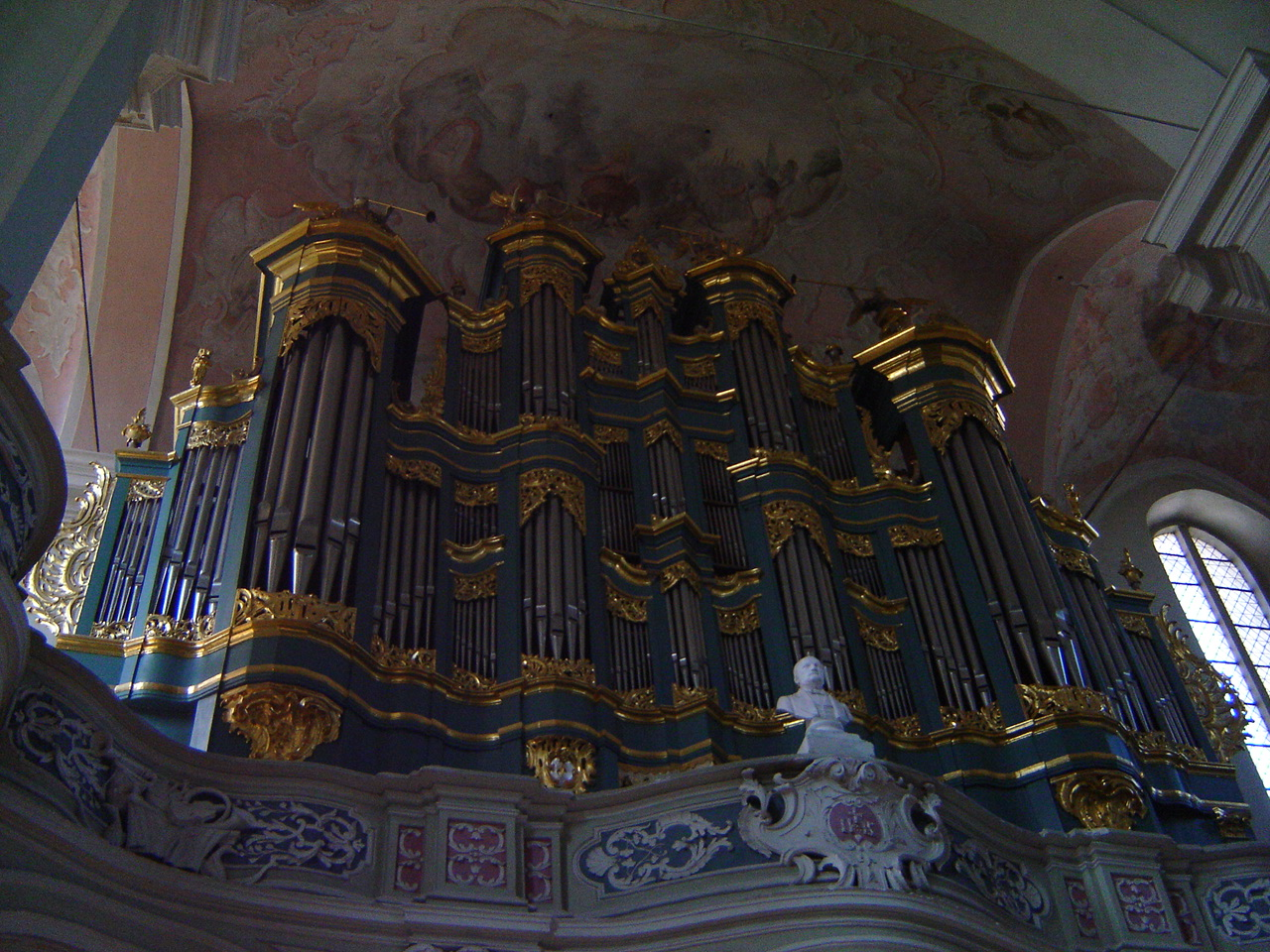
Hoofdorgel

De eerste kerk werd hier gebouwd in 1387 tijdens de kerstening van Litouwen. Op initiatief van Wladislaus II Jagiello werd een gotische kerk in 1426 gebouwd, maar het gebouw werd herhaaldelijk getroffen door branden in de 15e en de 16e eeuw. Grootvorst Sigismund II droeg in 1574 de kerk over aan het door de Jezuïeten gevestigde college van Vilnius. Nog in hetzelfde jaar werd de kerk herbouwd. In het midden van de 17e eeuw was de kerk na de oorlog met Moskou in slechte staat en volgde er een reconstructie. Na een verwoestende brand in 1737, waarbij zelfs de klokken smolten, volgde een herbouw in barokke stijl.
Na nieuwe branden in 1741 en 1748 volgde in de periode 1743-1754 de herbouw van de kerk door Johann Christoph Glaubitz.
In het begin van de 19e eeuw vonden er enkele belangrijke renovaties plaats waarbij het interieur werd veranderd. De Poolse architect Karol Podczaszyński liet het zuidelijke portaal in een classicistisch portaal veranderen, veel fresco's werden overgeschilderd en de altaren naast de zuilen en beelden en stucwerk werden verwijderd. Tijdens deze renovatie werden de kapellen nog het minst getroffen.  
Na de Tweede Wereldoorlog werd de kerk in de zomer van 1948 op last van de atheïstische autoriteiten gesloten. De inventaris van de kerk, meer dan 5000 waardevolle boeken en andere kunstwerken kwamen bij verschillende organisaties terecht en kerkmeubilair en schilderijen werden aan het Museum van Geschiedenis en Etnografie gegeven. Veel waardevolle voorwerpen werden gestolen, het orgel beschadigd en de altaren verwoest.
In 1963 werd de kerk weer overgedragen aan de universiteit en ging er een periode van langdurige reconstructie- en herbouwwerkzaamheden van start.
De kerk keerde in 1990 terug naar de herstelde parochie.
Een hoogtepunt in de geschiedenis van de kerk vormt het bezoek van paus Johannes Paulus II op 5 september 1993.

## Interieur
Er zijn zeven kapellen en tien altaren in de kerk. Het middenschip wordt versierd met 18 verschillende beelden uit de 2e helft van de 18e eeuw. Twaalf ervan stellen heiligen met de naam Johannes voor.   
De orgels van de kerk behoorden tot de beroemdste van het land. De beroemde componist Stanisław Moniuszko speelde op het grote orgel. Zijn buste is op de balustrade aangebracht. Helaas werden de orgels in de Sovjet-tijd beschadigd, maar ze worden gerestaureerd. 
De kerk is rijk aan epitafen.

## Toren
De toren werd in de jaren 1600-1610 naast de kerk gebouwd. Hij is 63 meter hoog en waarschijnlijk het hoogste gebouw van het historische Vilnius. Het kruis meet 6,2 meter. Na de brand van 1737 werd de toren verhoogd.   